# Funció periòdica

L'ona periòdica més simple: una ona harmònica sinusoidal. En aquest exemple, A=1, Ω=1 y θ=0.

Funció periòdica amb període P.

En l'àmbit de les matemàtiques, una funció és  periòdica  si els valors de la variable dependent es repeteixen per cada determinat  període:
{\displaystyle f\left(x\right)=f\left(x+P\right);\quad P\neq 0.}
On:
- P és el període.
- x és la variable independent.
- f(x) és el valor d'una funció en x.
- f(x+P) és el valor de la mateixa funció desplaçada a la dreta un valor P.

Un exemple clar són les funcions sinusoidals que són periòdiques amb període 2π:
{\displaystyle \sin(x+2\pi )=\sin(x)\,}
Les funcions periòdiques representen ones i oscil·lacions.

## Exemples

Representació de les funcions sinus, cosinus i tangent.

En la vida diària hi ha molts casos de funcions periòdiques quan la variable és el temps; situacions com el moviment de les manetes d'un rellotge o les fases de la lluna mostren un comportament periòdic. Un moviment periòdic és aquell en què les posicions del sistema es poden expressar sobre la base de funcions periòdiques, totes amb el mateix període.
Per a una funció aplicada al conjunt dels nombres reals o al dels enters, significa que la totalitat del seu gràfic pot ser representat a partir de còpies d'una determinada porció d'aquest, repetit a intervals regulars.
De manera més explícita, es diu que una funció f és periòdica amb període P major que zero si compleix que
{\displaystyle f\left(x+P\right)=f\left(x\right)}
per tots els valors de x al domini de f. De manera anàloga, una funció no periòdica és aquella que no posseeix aquest període P.
Un exemple senzill és la funció f que retorna la part fraccional del seu argument:
{\displaystyle f\left(0,5\right)=f\left(1,5\right)=f\left(2,5\right)=0,5}
Si una funció f és periòdica amb període P, llavors per a tot x en el domini de f i per a tot n enter:
{\displaystyle f\left(x+Pn\right)=f\left(x\right)}
En l'exemple anterior, el valor de P és 1, ja que:
{\displaystyle f\left(x\right)=f\left(x+1\right)=f\left(x+2\right)={\mbox{etc.}}}
Això no implica que el període d'una funció hagi de rebre el menor valor possible que satisfaci l'expressió anterior, sinó que podria prendre qualsevol altre.
Les funcions trigonomètriques, com ara la funció sinus o cosinus, són casos típics de funcions periòdiques, en què el seu període és de 2π. En el cas de la tangent, el seu període és la meitat, això és: π.